# Florent Malouda
Florent Johan Malouda (ur. 13 czerwca 1980 w Kajennie) – francuski piłkarz występujący na pozycji pomocnika. Były reprezentant Francji oraz Gujany Francuskiej.

## Kariera klubowa
Początkowo zawodnik LB Châteauroux, w którego barwach 19 grudnia 1997 roku zadebiutował we francuskiej ekstraklasie w zremisowanym 2:2 meczu z AS Cannes. Od 2000 występował Guingamp, w którym podstawowym zawodnikiem był od sezonu 2001/2002. W kolejnych rozgrywkach należał do czołowych zawodników swojej drużyny i stanowił o jej sile ofensywnej – zdobył 10 goli.
Latem 2003 roku został zawodnikiem Olympique Lyon. W jego barwach zadebiutował 26 lipca w wygranym 2:1 spotkaniu z AJ Auxerre, natomiast pierwszego gola strzelił 4 października w wygranym 4:2 meczu z AC Ajaccio. Z Lyonem czterokrotnie został mistrzem Francji (2004, 2005, 2006, 2007) oraz trzykrotnie wywalczył superpuchar kraju (2003, 2004 – w serii rzutów karnych meczu z Paris Saint-Germain nie strzelił gola, 2005). Ponadto w sezonie 2006/2007 został wybrany najlepszym zawodnikiem grającym w Ligue 1.
W sierpniu 2007 roku podpisał trzyletni kontrakt z Chelsea. Media sugerowały, że kwota transferu to 13,5 mln funtów. W nowym zespole zadebiutował 5 sierpnia w przegranym meczu z Manchesterem United o Tarczę Wspólnoty, w którym strzelił swojego pierwszego gola. Po raz pierwszy w Premier League wystąpił 12 sierpnia w spotkaniu z Birmingham City, w którym również zdobył bramkę.
Wraz z Chelsea raz został mistrzem Anglii (2010), trzy razy wywalczył puchar kraju (2009, 2010, 2012) oraz raz sięgnął po Tarczę Wspólnoty (2009). Ponadto w sezonie 2007/2008 dotarł z londyńskim klubem do finału Ligi Mistrzów, w którym Chelsea przegrała po serii rzutów karnych z Manchesterem United, a on wystąpił w podstawowym składzie i w 92 minucie został zmieniony przez Salomona Kalou. Cztery lata później (2012) wraz ze swoim zespołem wygrał Ligę Mistrzów – w finałowym meczu z Bayernem Monachium (1:1, k. 4:3) zastąpił w drugiej połowie Ryana Bertranda.
W czerwcu 2013 roku po przyjściu José Mourinho Chelsea – podobnie jak w przypadku trzech innych graczy – nie przedłużyła z nim kontraktu, wskutek czego Malouda był wolnym zawodnikiem. 16 lipca 2013 podpisał kontrakt z Trabzonsporem.
12 września 2014 roku podpisał roczny kontrakt z pierwszoligowym FC Metz.

## Kariera reprezentacyjna
W reprezentacji Francji zadebiutował 17 listopada 2004 roku w zremisowanym 0:0 meczu towarzyskim z Polską. Pierwszego gola strzelił w swoim trzecim występie w barwach narodowych – 31 maja 2005 zdobył bramkę w spotkaniu z Węgrami, przyczyniając się do zwycięstwa 2:1.
Uczestniczył w mistrzostwach świata w 2006 roku, w których Francuzi zostali wicemistrzami globu. Malouda w turnieju, który odbył się w Niemczech rozegrał sześć meczów. Wystąpił m.in. w podstawowym składzie w finałowym spotkaniu z Włochami, w którym wywalczył rzut karny dla swojej reprezentacji.
Wystąpił w dwóch meczach grupowych mistrzostw Europy w Austrii i Szwajcarii (2008), w których reprezentacja Francji nie awansowała do fazy pucharowej. Dwa lata później brał udział w mistrzostwach świata w Republice Południowej Afryki – zagrał w trzech spotkaniach. W 2012 roku uczestniczył w mistrzostwach Europy w Polsce i na Ukrainie, w których wystąpił w trzech meczach, w tym w przegranym 0:2 ćwierćfinale z Hiszpanią.
W 2017 roku zadebiutował w barwach Gujany Francuskiej w zwycięskim 3:0 meczu towarzyskim przeciwko Barbadosowi, natomiast pierwszy oficjalny mecz w nowej reprezentacji rozegrał w półfinale Pucharu Karaibów, który zakończył się remisem 1:1 w regulaminowym czasie gry i ostateczną porażką 2:4 w rzutach karnych. Florent nie miał większych problemów ze zmianą reprezentacji, ponieważ Gujana Francuska jest autonomią Francji, przez co reprezentacja tego kraju nie może być członkiem FIFA.
12 lipca 2017 wystąpił w zremisowanym 0:0 spotkaniu Złotego Pucharu z Hondurasem, jednakże wynik tego meczu został zweryfikowany jako walkower 3:0 dla Hondurasu ze względu na występ Maloudy. Był on nieuprawniony do gry, ponieważ turniej ten jest organizowany na zasadach FIFA.

## Życie prywatne
Malouda jest żonaty z Florencią. Ma z nią troje dzieci – syna Aarona oraz córki Kelys i Satyę. Jego brat, Lesly Malouda, również jest piłkarzem i ma za sobą występy w Ligue 1.